# Любимова-Энгельгардт, Милица Николаевна
Милица Николаевна Любимова-Энгельгардт (07.01.1899 (26.12.1898) — 22.12.1975) — советский биохимик, профессор, доктор биологических наук. Лауреат Сталинской премии 1943 года. Жена и многолетний сотрудник В. А. Энгельгардта.

## Биография
Дочь профессора Н. М. Любимова.
В 1920-е годы аспирантка профессора В. А. Энгельгардта. После защиты диссертации вышла за него замуж.
Вместе занимались научной деятельностью. Доказали, что белок миозин, из которого в основном состоят мышцы, обладает свойствами фермента — расщепляет аденозинтрифосфорную кислоту, и выделяемая энергия обеспечивает сокращение мышечных волокон.

Милица Любимова и Александр Браунштейн

Это открытие принесло Энгельгардту и Любимовой мировую известность. Им была присуждена Сталинская премия первой степени (1943) — за исследования в области деятельности мышц, опубликованные в работе «Ферментативные свойства миозина и механохимия мышц».
Доктор биологических наук (1957). Профессор. Доктор наук Берлинского университета имени Вильгельма Гумбольдта, ГДР (1969).
Похоронена на Новодевичьем кладбище (10 участок 2 ряд).